# Busktinamo
Busktinamo (Nothoprocta cinerascens) är en fågel i familjen tinamoer inom ordningen tinamofåglar.

## Utseende och läte
Busktinamon är en liten och korthalsad tinamo. Den skiljer sig från liknande vitbukig tinamo genom gråa ben och brunaktig buk. Sången består av en visslande serie med fem till åtta toner, successivt mer betonad.

## Utbredning och systematik
Busktinamon delas in i två underarter med följande utbredning:
- Nothoprocta cinerascens cinerascens: förekommer från sydöstra Bolivia till nordvästra Paraguay och centrala Argentina.
- Nothoprocta cinerascens parvimaculata: förekommer i ofruktbara nordvästra Argentina (östra La Rioja).

## Levnadssätt
Busktinamon hittas i törnskog med tätt gräs eller buskig undervegetation. Den kan också ses utmed vägkanter. Fågeln upptäcks oftast på lätet.

## Status och hot
Arten har ett stort utbredningsområde, men tros minska i antal, dock inte tillräckligt kraftigt för att den ska betraktas som hotad. Internationella naturvårdsunionen IUCN listar arten som livskraftig (LC).